# Бернацька Наталія Іларіонівна
Наталія Іларіонівна Бернацька (Севостьянова) (нар. 23 квітня 1986, Черкаси) — член Центральної виборчої комісії (з 5 жовтня 2018 року). Перед цим — перший заступник Міністра юстиції України (з 14 січня 2015 року), урядовий уповноважений у справах Європейського суду з прав людини (з 19 березня 2014); доктор юридичних наук, доцент кафедри Національного університету «Одеська юридична академія», фахівець з міжнародно-правового захисту прав людини.
Заслужений юрист України (2016).

## Біографія
Працювала членом-консультантом «Центру міжнародного права та правосуддя» з підготовки скарг до ЄСПЛ. Після навчання в аспірантурі захистила дисертацію і отримала науковий ступінь кандидата юридичних наук. Автор монографії «Звернення до Європейського суду з прав людини як реалізація права на правосуддя» та посібника по юрисдикції та ключовим прецедентам Європейського суду з прав людини. Будучи доцентом кафедри міжнародного права і міжнародних відносин Одеської юридичної академії, викладала спецкурси: «Міжнародно-правовий захист прав людини» та «Міжнародне правосуддя».
На момент призначення працювала адвокатом Одеської колегії адвокатів і помічником-консультантом народного депутата України Мустафи Джемільова. Співпрацювала в спільних проектах з Українською Гельсінською спілкою з прав людини, науковим консультантом і розробником нормативно-правових документів щодо приєднання України до Декларації ООН про права корінних народів, брала участь в експертній діяльності проектів резолюцій Парламентської Асамблеї Ради Європи.
У 2011 році закінчила лігвістичний курс з міжнародної юридичної мовної практики для європейських юристів на базі Worcester College, Оксфордський університет (Велика Британія). У 2010 році навчалася в літній школі ELSA з Європейської інтеграції (Марбелья, Іспанія). З відзнакою закінчила міжнародні навчальні програми ім. Фулбрайта.
Стала однією з ключових осіб, що лобіювали інтереси азбестового виробництва та чинили перепони щодо заборони використання азбесту в Україні та будь-яких матеріалів і виробів із нього. Нагадаємо, що будь які форми азбесту є канцерогенними. Близько 125 мільйонів людей у світі піддаються впливу азбесту на робочому місці. Приблизно половина смертей від професійного раку, за оцінками, спричинена азбестом. Крім того, підраховано, що кілька тисяч смертей щорічно можна віднести до впливу азбесту в домашніх умовах.
У 2017 році Наказом МОЗ № 339 від 29.03.2017  було заборонено «виробництво та використання азбесту незалежно від його виду та азбестовмісних виробів і матеріалів у технологічних процесах та при проведенні будівельно-монтажних робіт».
Міністерство юстиції зареєструвало документ 9 червня 2017 року за № 702/30570. Втім, вже через два місяці наказом № 2859/5 від 11 вересня 2017 року за підписом тогочасної першої заступниці Міністра юстиції Н. Севостьянової відомство скасувало згаданий вище наказ МОЗ. Азбест було заборонено до використання в Україні лише у 2022 році
У 2018 році присвоєно вчене звання доцента кафедри міжнародного права та міжнародних відносин Національного університету «Одеська юридична академія».

## Наукова робота
- Звернення у Європейський суд з прав людини як реалізація права на правосуддя (дисертація к.ю.н.)
- Концептуальні засади правового регулювання соціального забезпечення публічної служби (дисертація д.ю.н.)
- Статті у часописах та збірниках[6]